# Christine Urech
Christine Urech (Biena, 15 de enero de 1984) es una deportista suiza que compite en curling.
Ganó dos medallas de oro en el Campeonato Mundial de Curling, en los años 2014 y 2016, y una medalla de oro en el Campeonato Europeo de Curling Femenino de 2014.

## Palmarés internacional
| Campeonato Mundial | Campeonato Mundial     | Campeonato Mundial | Campeonato Mundial |
| Año                | Lugar                  | Medalla            | Prueba             |
| ------------------ | ---------------------- | ------------------ | ------------------ |
| 2014               | Saint John (Canadá)    | Medalla de oro     | Equipo             |
| 2016               | Swift Current (Canadá) | Medalla de oro     | Equipo             |
| Campeonato Europeo |                        |                    |                    |
| Año                | Lugar                  | Medalla            | Prueba             |
| 2014               | Champéry (Suiza)       | Medalla de oro     | Equipo             |